# Universidad Médica de Guangzhou
La Universidad Médica de Guangzhou (GMU, Chino: 广州医科大学), anteriormente conocida como Guangzhou Medical College, es una institución de formación superior sita en Cantón, China. La Provincia de Cantón tiene más de 113 millones de habitantes (2020).

## Historia
Fundada en 1958, su programa de prácticas se inició en 2013. La campaña "“Nan Yue Outstanding Graduate Student" se inició en 1993 en la provincia de Guangdong.

## Estudiantes
Con aproximadamente 1 500 estudiantes de pregrado y 550 de postgrado (master y doctores) procedentes de China continental, Hong Kong y Macao por curso, tiene en total más de 23 300 estudiantes a tiempo completo, incluyendo 10 000 estudiantes de pregrado, 1 300 estudiantes de posgrado y más de 12 000 estudiantes de educación continua. Cuenta además con un nutrido grupo de estudiantes internacionales: 218 estudiantes de pregrado que cursan un MBBS en inglés medio, principalmente de India y Nepal. Resto de países son: Tanzania, Bangladés, Pakistán, Australia, Francia, Ghana, Camerún, Comoras, Estados Unidos, Sudáfrica, San Vicente, Sudán, Uganda, Reino Unido, Singapur, Zambia, Sierra Leona, Guinea Ecuatorial, Mozambique y otros 21 países.

## Campus
La GMU tiene dos campus, Panyu y Yuexiu, que cubren un área de 372 300 m² y un área de construcción de 481 900 de m². Hay 22 facultades y escuelas superiores, 7 directamente vinculadas a hospitales; además cuenta con 20 centros e instituciones de investigación. Algunos de los Centros de investigación son los siguientes:
- Guangzhou Institute of Respiratory Diseases,

- The Sino-French Hoffmann Institute,

- Guangzhou Institute of Snake Venom,

- Institute of Neuroscience,

- Institute for Chemical Carcinogenesis,

- Cancer Research Institute,

- Institute of Humanities and Social Sciences,

- Institute of Integrated Chinese and Western Medicine,

- Guangzhou Institute of Obstetrics and Gynecology,

- Guangzhou Institute of Cardiovascular Disease,

- Guangzhou Institute of Orthopedics,

- Urology Institute and Institute of Higher Education.

## Programa académico
Entre las especialidades de la GMU se incluyen la medicina clínica, el tratamiento de imágenes médicas, enfermería, anestesiología, estomatología, medicina preventiva, farmacia, formación terapéutica, medicina pública (PSA), ingeniería biomédica, psicología, biotecnología, medicina integrada (tradicional china y occidental), medicina legal, bioestadística, gestión de la información, sistemas de gestión de comercialización, calidad e inspección de los alimentos.

### Prácticas
Los estudiantes de Medicina hacen un total de 48 semanas de prácticas en los 8 hospitales de Guangzhou vinculados con la Universidad Médica. Antes de hacer las prácticas, los estudiantes necesitan haber superado el nivel HSK 3 (Han Yu Shui Ping Kao Shi).

### Grado MBBS
La Universidad ofrece el grado en Medicina y Cirugía MBBS. Los estudiantes de pregrado que cumplan con los requisitos recibirán un certificado de graduación y un diploma acreditativo de haber superado el grado en Medicina. Los graduados suelen optar por superar un examen en orden a la práctica de la medicina. Algunos países pueden requerir que los estudiantes completen su formación para la acreditación académica correspondiente.

## Lema
El lema de la GMU es 诚信务实，自强不息，敢为人先，追求卓越. Traducido literalmente sería como "integridad, autodisciplina, autoexigencia y búsqueda de la excelencia", y ha estado en uso desde la década de 1950.